# Проста мова
Проста мова (самоназва "про́стая мова", "про́сты̏ εзы̀къ", "рꙋськаꙗ мова") іноді також згадується як староукраїнська мова, старобілоруська мова та канцелярська мова ВКЛРЖ - історична мова, що була поширена здебільшого на території Великого Королівства Литовського, Руського та Жемайтійського та Речі Посполитої у вищій верстві населення на основі давньоруської з домінантними рисами поліського діалекту та укропленням елементів польської, церковнослов'янської, латинської та елементів інших мов. Використовувалася з початку 16 ст. й до середини 18 ст. Імовірно надихнула язичіє (пізніше, уже штучне мовне утворення з елементів української, церковнослов'янської, польської, російської та інших мов), яким користувалися москвофіли Західної України з середини 19 ст. й до початку 19 ст.